# L'Automobile
Pour les articles homonymes, voir Automobile (homonymie).
L'Automobile (titre original : « Tre donne » : L'automobile) est un téléfilm italien réalisé par Alfredo Giannetti diffusé en 1971 à la télévision.
Produit par Giovanni Bertolucci pour la RAI, il s'agit du troisième épisode de la saison 1 de la série télévisée Tre donne.

## Fiche technique
- Titre : L'Automobile
- Titre original : « Tre donne » : L'automobile
- Réalisation : Alfredo Giannetti
- Scénario : Alfredo Giannetti
- Photographie : Pasqualino De Santis
- Son :
- Décor : Francesco Bronzi
- Costume : Maria Baroni
- Maquillage : Alberto De Rossi
- Musique : Ennio Morricone
- Montage : Roberto Cinquini
- Production : Giovanni Bertolucci
- Société de production :
- Pays d'origine :  Italie
- Format : couleur
- Genre :
- Durée :
- Date de diffusion : 10 octobre 1971

## Distribution
- Vittorio Caprioli : Giggetto
- Christian Hay : Lou
- Anna Magnani : Anna
- Pietro Ceccarelli (it) : un automobiliste en colère